# Saint Joseph (Dominica)
Saint Joseph è un centro abitato della Dominica, capoluogo della parrocchia omonima.